# LEGO Masters
LEGO Masters (Engels voor LEGO-meesters) is een televisieprogramma waarin deelnemers strijden om de titel ‘beste LEGO-bouwer’.

## Oorsprong
Het programma vindt zijn oorsprong in het Britse format van Tuesday’s Child en LEGO. De Duitse, Australische en Amerikaanse versies van het programma worden, evenals de Nederlandstalige versie, (mede)geproduceerd door de Endemol Shine Group.

## Opzet
LEGO Masters is een wedstrijd om de titel ‘LEGO Master’ en een prijs. De producent noemt het een “epische realityshow waarin de beste LEGO-bouwers het in duo’s tegen elkaar opnemen voor een geweldige prijs en de titel LEGO Master”. In elke aflevering worden teams van twee bouwers uitgedaagd met opdrachten die ze binnen enkele uren moeten volbrengen. De creaties worden beoordeeld door een jury, bestaande uit één of twee professionele Lego-bouwers, genaamd de 'brickmaster' of 'brickman'. Deze jury vertelt ook aan de deelnemers wat ze moeten bouwen. Sommige afleveringen bestaan uit verschillende opdrachten, bijvoorbeeld een 'voordeel'-opdracht en een eliminatieopdracht. In de eerste aflevering wint het beste team de “Golden Brick” (Nederlands: “Gouden Steentje”) dat ze in een van de komende afleveringen in kunnen zetten voor immuniteit. Na de eliminatie-opdrachten wordt bepaald welk team het minst goed presteert en afvalt.

## Nederlands-Belgische versie
De Nederlandstalige versie van het programma wordt geproduceerd door EndemolShine Nederland voor het Nederlandse RTL en het Vlaamse VTM, en gepresenteerd door Ruben Nicolai en Kürt Rogiers.
Zaterdag 11 april 2020 vond de eerste uitzending plaats. De jurering werd verzorgd door Bas Brederode, die als senior-ontwerper bij LEGO werkt en in het programma ‘de Brickmaster’ wordt genoemd.
Het winnende duo won behalve een trofee van LEGO ook 25.000 euro en een reis naar het LEGO House in Billund, Denemarken.
Op 14 mei 2020 werd bekend dat er een tweede seizoen zou volgen.
Op 4 november 2020 werd bekend dat er een kerstspecial komt. In deze uitzending, die op Tweede kerstdag wordt uitgezonden, gaan duo's van Bekende Nederlanders met elkaar strijd aan om de beste LEGO-constructie te bouwen. Deze special werd gewonnen door het duo Christiaan Bauer (de zoon van zanger Frans Bauer) en Emma Deckers (de dochter van Daphne Deckers). Tweede werden Heleen van Rooyen en haar partner Bart Meeldijk.

## Internationale versies

### Verenigd Koninkrijk
De eerste uitzending van LEGO Masters in het Verenigd Koninkrijk werd op 24 augustus 2017 uitgezonden op Channel 4. Het programma werd gepresenteerd door Melvin Odoom. De jury bestond tijdens het eerste seizoen uit LEGO-designer Matthew Ashton en bouwkundige Roma Agrawal, en in het tweede seizoen uit Ashton en presentatrice Fran Scott. Het programma werd in het Verenigd Koninkrijk vergeleken met The Great British Bake Off, de originele Britse versie van Heel Holland Bakt, en kreeg goede waarderingen. Het winnende team ontving een LEGO Masters-trofee, gemaakt van Lego-blokjes, en de titel ‘Lego Master’. Daarnaast werden hun creaties tentoongesteld in het Lego Museum in Billund, Denemarken.

Het eerste seizoen in het Verenigd Koninkrijk bestond uit 4 afleveringen, dat tussen 24 augustus 2017 en 14 september 2017 werd uitgezonden.

Het tweede seizoen bestond uit 5 afleveringen, dat tussen 6 november 2018 en 4 december 2018 werd uitgezonden.

Op 11 december 2018 werd een kerstspecial uitgezonden waarin 6 kinderen uit beide series duo’s vormden met bekende britten, waaronder acteur Warwick Davis.
Prijzen
Het tweede seizoen werd genomineerd voor een International Emmy Kids Award in de categorie Non-Scripted., die uiteindelijk werd gewonnen door de Ketnet spelserie Nachtraven.

### Duitsland
Eerste seizoen

Het eerste seizoen van LEGO Masters (Duits: Lego Meister) in Duitsland bestond uit 4 afleveringen, dat tussen zondag 18 november 2018 en zondag 9 december 2018 op de televisiezender RTL Television werd uitgezonden. De voorrondes vonden op zaterdag 2 juni 2018 plaats in Keulen, op 16 juni 2018 in München en op 30 juni 2018 in Hamburg. De show werd in de nazomer in Keulen opgenomen.
De serie werd gepresenteerd door Oliver Geissen, terwijl de jury bestond uit LEGO-senior-designer Juliane Aufdembrinke en Paolo Tumminelli, designprofessor uit Keulen. Iedere aflevering werden de opdrachten bekendgemaakt door een van de bekende tv-persoonlijkheden Lutz van der Horst (comedian), Reiner Calmund (voetbalbekendheid) en danser Joachim Llambi. Onder de deelnemers waren enkele binnen de ‘Lego-gemeenschap’ bekende personen zoals Christoph Helfenbein van de Lego-website www.imperiumdersteine.de, Claus-Marc Hahn van de Lego-website www.brickscreations.com en vader en zoon Wolfgang en Marcel Diaz van het YouTube-kanaal Spacebricks. Ook nam een kandidatenkoppel uit Oostenrijk deel.
In elk van de vier opzichzelfstaande afleveringen streden vier teams van twee personen. Na de eerste ronde viel een van de teams af en streden de overige drie om de winst in de aflevering, een LEGO-trofee en een plaats in de „Liga der LEGO Master“. Alle kandidaten ontvingen een kleine vergoeding en een LEGO-tegoedbon van 100 euro.
Tweede seizoen

In januari 2020 werden kandidaten opgeroepen zich aan te melden als deelnemer voor een tweede seizoen. Er namen zes teams deel, waarvan er een afkomstig was uit de Duitstalige Italiaanse provincie Zuid-Tirol. De eerste van vier afleveringen werd op 4 september uitgezonden. Daniel Hartwich presenteerde de serie, terwijl gecertificeerd LEGO-bouwer (Certified Lego Professional) René Hoffmeister optrad als jurylid. Dit keer was het wel één competitie van vier afleveringen, in plaats van per aflevering nieuwe teams, zoals in het eerste seizoen.
Seizoen 3

Het derde seizoen werd uitgezonden op RTL van 27 augustus tot 1 oktober 2021. Zowel het deelnemersveld als het aantal afleveringen werd vergroot, zodat dit keer acht teams in zes afleveringen tegen elkaar streden om de titel. De show werd wederom gepresenteerd door Daniel Hartwich. De jury bestond dit seizoen uit de LEGO-modelbouwer René Hoffmeister en de LEGO-ontwerper Elisabeth Kahl-Backes .  
Kerstspecial

Op 23 december zond RTL een kerstshow uit  bestaande uit twee teams die in de finale van het tweede seizoen stonden en twee teams die in de finale van het derde seizoen stonden. De presentator en volwassen jury waren hetzelfde als in seizoen 3. Er was echter ook een kinderjury. Het winnende team werd bepaald door stemmen: de volwassen jury had 30 stemmen en de kinderjury 40 stemmen.  
Seizoen 4 (2022)

### Australië
Het eerste seizoen van LEGO Masters in Australië werd tussen 28 april en 14 mei 2019 op de televisiezender Nine Network uitgezonden. De serie werd gepresenteerd door comedian Hamish Blake, terwijl de jury bestond uit LEGO-designer Ryan “The Brickman” McNaught, die in de finale bijgestaan werd door LEGO Senior Design Manager Fenella Charity. Het winnende team ontving na negen afleveringen 100.000 AUD, een LEGO Masters Australia 20XX-trofee en de titel ‘Lego Master’. Het eerste seizoen werd gesponsord door LEGO, Honda, Kmart and The A2 Milk Company.

Nadat het eerste seizoen een succes bleek werd besloten een tweede seizoen te produceren. De opnames hiervoor werden in januari 2020 afgerond. Het tweede seizoen begon op 19 april 2020. Het seizoen bestond uit 11 afleveringen, waarvan de laatste, de finale, werd uitgezonden op 18 mei 2020.
Prijzen
- Lego Masters Australië 2019 won tijdens het AACTA-gala op 4 december 2019 in Sidney de Australische AACTA Award[48] in de categorie ‘Best Entertainment Program’.
- Lego Masters Australië 2019 won tijdens de Realscreen Summit op 28 januari 2020 in New Orleans de Amerikaanse RealScreen-Award[47] in de categorie ‘Best Competition: Quiz or Game Show’.

### Verenigde Staten
De eerste uitzending van de Amerikaanse versie van LEGO Masters werd op 5 februari 2020 uitgezonden op Fox.

De serie werd gepresenteerd door acteur Will Arnett. Arnett sprak ook stemmen in voor The LEGO Movie, The Lego Movie 2: The Second Part en The Lego Batman Movie.

De serie bestond uit 10 afleveringen, waarin 10 teams om de titel streden.
Onder de deelnemers waren enkele binnen de ‘Lego-gemeenschap’ bekende personen zoals youtuber ‘Iceberg Bricks’ (pseudoniem van Mel Brown) en Boone Langston, bekend van het YouTube-kanaal “Beyond the Brick”, die beiden al voor de serie veel fans hadden. De jury bestond uit LEGO-designer Jamie Berard en LEGO Senior Design Manager Amy Corbett.

In de finale, die op 15 april plaatsvond, streden de drie overgebleven teams om een prijs van $100.000, een LEGO Masters-trofee en de titel ‘Lego Master USA 2020’.

### Zweden
De eerste uitzending van de Zweedse versie van LEGO Masters werd op 25 oktober 2020 uitgezonden op TV4.
De serie werd gepresenteerd door YouTuber en journalist Mauri Hermundsson.

LEGO-designer Magnus Göransson trad op als brickmaster.
De serie bestond uit 8 afleveringen, waarin 8 teams om de titel streden.
seizoen 2
Seizoen 2 begon op 28 augustus 2021 en duurde 8 afleveringen. Er deden 8 duo's mee en de winnaars kregen héél veel Lego.

### Polen
De eerste uitzending van de Poolse versie van LEGO Masters werd op 14 november 2020 uitgezonden op TVN.
De serie werd gepresenteerd door journalist en presentator Marcin Prokop.

LEGO-designer Aleksandra (‘Ola’) Mirecka en Lego YouTuber Paweł Duda treden op als jury.
De serie bestond uit 5 afleveringen waarin 6 teams om de titel streden.
De winnaar ontvangt de titel ‘LEGO Master’, een bezoek aan Legoland en een prijs van zł. 100.000 (± € 22.500).
Kerstspecial
Op 19 december 2020 werd een kerstspecial uitgezonden, waaraan twee teams deelnamen die geholpen door model en presentator Oliwier Janiak en diens echtgenote model Karolina Malinowska-Janiak een opdracht uitvoerden. De prijs werd geschonken aan een goed doel.

### Frankrijk/Wallonië
De eerste uitzending van de Franse versie van LEGO Masters werd van 23 december 2020 t/m 12 januari 2021 uitgezonden in Frankrijk op M6 en van 26 december 2020 t/m 16 januari 2021 in België op RTL TVI.
De serie werd gepresenteerd door goochelaar en komiek Éric Antoine. Gecertificeerd LEGO-bouwer Georg Schmitt en beeldend kunstenaar Paulina Aubey traden op als jury
De serie bestond uit 4 afleveringen, waarin 8 teams om de titel streden
De winnaar ontving de titel 'LEGO Master' en een prijs van € 20.000.